# Quảng Linh
Quảng Linh (chữ Hán giản thể: 广灵县, âm Hán Việt: Quảng Linh huyện) là một huyện thuộc thành phố Đại Đồng, tỉnh Sơn Tây, Cộng hòa Nhân dân Trung Hoa. Huyện Quảng Linh có diện tích 1314 km², dân số năm 2002 là 140.000 người. Huyện Quảng Linh được chia thành các đơn vị hành chính gồm 2 trấn, 7 hương.
- Trấn: Bình Tuyền, Nam Thôn.
- Hương: Tác Thoản, Gia Đấu, Tiêu Sơn, Nghị Hưng, Lương Trang, Vọng Hồ, Nhất Đấu Tuyền.

## Khí hậu
| Dữ liệu khí hậu của Quảng Linh, elevation 978 m (3.209 ft), (1991–2020 normals, extremes 1981–2010) | Dữ liệu khí hậu của Quảng Linh, elevation 978 m (3.209 ft), (1991–2020 normals, extremes 1981–2010) | Dữ liệu khí hậu của Quảng Linh, elevation 978 m (3.209 ft), (1991–2020 normals, extremes 1981–2010) | Dữ liệu khí hậu của Quảng Linh, elevation 978 m (3.209 ft), (1991–2020 normals, extremes 1981–2010) | Dữ liệu khí hậu của Quảng Linh, elevation 978 m (3.209 ft), (1991–2020 normals, extremes 1981–2010) | Dữ liệu khí hậu của Quảng Linh, elevation 978 m (3.209 ft), (1991–2020 normals, extremes 1981–2010) | Dữ liệu khí hậu của Quảng Linh, elevation 978 m (3.209 ft), (1991–2020 normals, extremes 1981–2010) | Dữ liệu khí hậu của Quảng Linh, elevation 978 m (3.209 ft), (1991–2020 normals, extremes 1981–2010) | Dữ liệu khí hậu của Quảng Linh, elevation 978 m (3.209 ft), (1991–2020 normals, extremes 1981–2010) | Dữ liệu khí hậu của Quảng Linh, elevation 978 m (3.209 ft), (1991–2020 normals, extremes 1981–2010) | Dữ liệu khí hậu của Quảng Linh, elevation 978 m (3.209 ft), (1991–2020 normals, extremes 1981–2010) | Dữ liệu khí hậu của Quảng Linh, elevation 978 m (3.209 ft), (1991–2020 normals, extremes 1981–2010) | Dữ liệu khí hậu của Quảng Linh, elevation 978 m (3.209 ft), (1991–2020 normals, extremes 1981–2010) | Dữ liệu khí hậu của Quảng Linh, elevation 978 m (3.209 ft), (1991–2020 normals, extremes 1981–2010) |
| Tháng                                                                                               | 1                                                                                                   | 2                                                                                                   | 3                                                                                                   | 4                                                                                                   | 5                                                                                                   | 6                                                                                                   | 7                                                                                                   | 8                                                                                                   | 9                                                                                                   | 10                                                                                                  | 11                                                                                                  | 12                                                                                                  | Năm                                                                                                 |
| --------------------------------------------------------------------------------------------------- | --------------------------------------------------------------------------------------------------- | --------------------------------------------------------------------------------------------------- | --------------------------------------------------------------------------------------------------- | --------------------------------------------------------------------------------------------------- | --------------------------------------------------------------------------------------------------- | --------------------------------------------------------------------------------------------------- | --------------------------------------------------------------------------------------------------- | --------------------------------------------------------------------------------------------------- | --------------------------------------------------------------------------------------------------- | --------------------------------------------------------------------------------------------------- | --------------------------------------------------------------------------------------------------- | --------------------------------------------------------------------------------------------------- | --------------------------------------------------------------------------------------------------- |
| Cao kỉ lục °C (°F)                                                                                  | 9.3 (48.7)                                                                                          | 20.0 (68.0)                                                                                         | 26.8 (80.2)                                                                                         | 36.1 (97.0)                                                                                         | 36.7 (98.1)                                                                                         | 37.4 (99.3)                                                                                         | 37.5 (99.5)                                                                                         | 34.3 (93.7)                                                                                         | 34.5 (94.1)                                                                                         | 28.8 (83.8)                                                                                         | 24.0 (75.2)                                                                                         | 15.3 (59.5)                                                                                         | 37.5 (99.5)                                                                                         |
| Trung bình ngày tối đa °C (°F)                                                                      | −2.5 (27.5)                                                                                         | 2.8 (37.0)                                                                                          | 9.8 (49.6)                                                                                          | 17.8 (64.0)                                                                                         | 23.9 (75.0)                                                                                         | 27.5 (81.5)                                                                                         | 28.3 (82.9)                                                                                         | 26.8 (80.2)                                                                                         | 22.6 (72.7)                                                                                         | 16.0 (60.8)                                                                                         | 6.9 (44.4)                                                                                          | −0.7 (30.7)                                                                                         | 14.9 (58.9)                                                                                         |
| Trung bình ngày °C (°F)                                                                             | −11.2 (11.8)                                                                                        | −6.0 (21.2)                                                                                         | 1.9 (35.4)                                                                                          | 10.1 (50.2)                                                                                         | 16.8 (62.2)                                                                                         | 20.8 (69.4)                                                                                         | 22.3 (72.1)                                                                                         | 20.4 (68.7)                                                                                         | 15.1 (59.2)                                                                                         | 8.0 (46.4)                                                                                          | −1.0 (30.2)                                                                                         | −8.5 (16.7)                                                                                         | 7.4 (45.3)                                                                                          |
| Tối thiểu trung bình ngày °C (°F)                                                                   | −18.0 (−0.4)                                                                                        | −13.4 (7.9)                                                                                         | −5.7 (21.7)                                                                                         | 2.0 (35.6)                                                                                          | 8.8 (47.8)                                                                                          | 13.6 (56.5)                                                                                         | 16.4 (61.5)                                                                                         | 14.5 (58.1)                                                                                         | 8.3 (46.9)                                                                                          | 1.0 (33.8)                                                                                          | −7.4 (18.7)                                                                                         | −14.8 (5.4)                                                                                         | 0.4 (32.8)                                                                                          |
| Thấp kỉ lục °C (°F)                                                                                 | −34.9 (−30.8)                                                                                       | −28.2 (−18.8)                                                                                       | −29.9 (−21.8)                                                                                       | −14.5 (5.9)                                                                                         | −5.4 (22.3)                                                                                         | 3.5 (38.3)                                                                                          | 7.7 (45.9)                                                                                          | 4.6 (40.3)                                                                                          | −2.8 (27.0)                                                                                         | −10.7 (12.7)                                                                                        | −26.7 (−16.1)                                                                                       | −31.2 (−24.2)                                                                                       | −34.9 (−30.8)                                                                                       |
| Lượng Giáng thủy trung bình mm (inches)                                                             | 1.3 (0.05)                                                                                          | 2.5 (0.10)                                                                                          | 5.1 (0.20)                                                                                          | 17.5 (0.69)                                                                                         | 34.8 (1.37)                                                                                         | 54.5 (2.15)                                                                                         | 100.6 (3.96)                                                                                        | 76.1 (3.00)                                                                                         | 55.8 (2.20)                                                                                         | 21.3 (0.84)                                                                                         | 6.5 (0.26)                                                                                          | 1.2 (0.05)                                                                                          | 377.2 (14.87)                                                                                       |
| Số ngày giáng thủy trung bình (≥ 0.1 mm)                                                            | 1.6                                                                                                 | 2.1                                                                                                 | 3.0                                                                                                 | 4.6                                                                                                 | 7.1                                                                                                 | 11.0                                                                                                | 13.1                                                                                                | 11.5                                                                                                | 9.2                                                                                                 | 5.8                                                                                                 | 2.6                                                                                                 | 1.3                                                                                                 | 72.9                                                                                                |
| Số ngày tuyết rơi trung bình                                                                        | 3.0                                                                                                 | 3.8                                                                                                 | 3.4                                                                                                 | 1.6                                                                                                 | 0.1                                                                                                 | 0                                                                                                   | 0                                                                                                   | 0                                                                                                   | 0                                                                                                   | 0.6                                                                                                 | 3.5                                                                                                 | 3.3                                                                                                 | 19.3                                                                                                |
| Độ ẩm tương đối trung bình (%)                                                                      | 54                                                                                                  | 46                                                                                                  | 41                                                                                                  | 41                                                                                                  | 43                                                                                                  | 56                                                                                                  | 70                                                                                                  | 73                                                                                                  | 68                                                                                                  | 59                                                                                                  | 57                                                                                                  | 54                                                                                                  | 55                                                                                                  |
| Số giờ nắng trung bình tháng                                                                        | 201.5                                                                                               | 202.8                                                                                               | 243.9                                                                                               | 255.2                                                                                               | 279.8                                                                                               | 249.8                                                                                               | 246.4                                                                                               | 242.0                                                                                               | 221.6                                                                                               | 225.9                                                                                               | 199.8                                                                                               | 195.6                                                                                               | 2.764,3                                                                                             |
| Phần trăm nắng có thể                                                                               | 67                                                                                                  | 66                                                                                                  | 65                                                                                                  | 64                                                                                                  | 63                                                                                                  | 56                                                                                                  | 55                                                                                                  | 58                                                                                                  | 60                                                                                                  | 66                                                                                                  | 67                                                                                                  | 68                                                                                                  | 63                                                                                                  |
| Nguồn: China Meteorological Administration                                                          | | | | | | | | | | | | | |